# RASA (podium)
RASA was een muziekpodium in de Nederlandse stad Utrecht en bevond zich aan de Pauwstraat 13A. RASA startte in 1970.
RASA presenteerde muziek en dans uit alle werelddelen in concerten, dansvoorstellingen en clubavonden. Jaarlijks vonden er zo'n honderd voorstellingen en concerten plaats in de zaal die plaats biedt aan maximaal 350 bezoekers. Daarnaast organiseerde RASA festivals en literaire evenementen.
RASA was aanvankelijk gevestigd in het voormalig Oranjehuis (het jongerencentrum Kasieno) aan het Paardenveld 8 te Utrecht, naast het politiebureau Paardenveld. Beide panden zijn inmiddels gesloopt.
Per 1 januari 2017 werd de gemeentelijke subsidie aan RASA stopgezet. Vanuit de organisatie werden pogingen ondernomen om de locatie aan de Pauwstraat een culturele herbestemming te geven.
In april 2017 werd bekend dat het BAK (Basis voor Actuele Kunst) in het pand aan de  Pauwstraat 13A gevestigd zou worden.